# Tarō Asō
Tarō Asō (jap. 麻生 太郎 Asō Tarō; ur. 20 września 1940 w Iizuka w prefekturze Fukuoka) – premier Japonii od 24 września 2008 r. do 16 września 2009 r., minister spraw zagranicznych w latach 2005–2007, minister spraw wewnętrznych w latach 2003–2005. Wicepremier oraz minister finansów od 26 grudnia 2012 roku do 4 października 2021 roku w rządach Shinzō Abe i Yoshihide Sugi.

## Rodzina i wczesne lata
Tarō Asō jest przedstawicielem ścisłej, japońskiej elity politycznej, wywodzącej się z domen feudalnych (hanów) Satsuma i Chōshū w zachodniej Japonii. Przedstawiciele tych klanów odegrali kluczową rolę w przywróceniu władzy cesarskiej w czasie przewrotu Meiji w drugiej połowie XIX wieku, doprowadzeniu do radykalnej modernizacji kraju i otwarciu go na świat zewnętrzny.
Jego przodek (cztery pokolenia wstecz), Toshimichi Ōkubo, był samurajem z Satsumy, jednym z „trzech wielkich mężów restauracji Meiji” (jap. 維新の三傑 ishin no sanketsu), a w nieco szerszym kontekście należał do grupy około stu osób porównywanych czasami do „ojców-założycieli Stanów Zjednoczonych”. Potomkowie tamtego pokolenia, są powiązani licznymi koligacjami rodzinnymi i biznesowymi do dziś, a stanowiska (z reguły eksponowane i istotne) są przekazywane z pokolenia na pokolenie. Ojciec obecnego premiera, Takakichi Asō, był prezesem Asō Cement Company i bliskim znajomym premiera Kakuei Tanaki, a matka – córką premiera Shigeru Yoshidy. Żona Tarō Asō jest trzecią córką premiera Zenkō Suzukiego, a młodsza siostra, Nobuko – żoną księcia Tomohito, kuzyna cesarza Akihito.
Asō ukończył studia na Wydziale Polityki i Ekonomii Uniwersytetu Gakushūin. Następnie studiował w Stanach Zjednoczonych na Uniwersytecie Stanforda. Przerwał jednak studia na życzenie rodziny, obawiającej się, że ulegnie on wpływowi nadmiernej amerykanizacji. Powrócił do Japonii, po czym wyjechał ponownie, aby podjąć studia na Uniwersytecie Londyńskim.
Asō przez dwa lata pracował w Sierra Leone dla firmy wydobywającej diamenty, dopóki wojna domowa (patrz: Historia Sierra Leone) nie zmusiła go do powrotu do kraju.
W 1966 r. rozpoczął pracę w firmie ojca. W latach 1973–1979 był prezesem Asō Mining Company. Komentatorzy (np. Christopher Reed) podkreślają, że nie przeprosił on za wykorzystywanie przez jego firmę w czasie II wojny światowej pracy przymusowej.
Był członkiem japońskiej reprezentacji strzeleckiej na Letnich Igrzyskach Olimpijskich w Montrealu w 1976 r. oraz przewodniczącym organizacji Junior Chamber International w 1978 r.

## Kariera polityczna
Asō został wybrany do Izby Reprezentantów w październiku 1979 r. i od tego czasu był wybierany kolejno osiem razy. W 1988 r. został wiceministrem edukacji.
W 2003 r. Asō wszedł w skład rządu Jun’ichirō Koizumiego jako minister spraw wewnętrznych, poczty i komunikacji, a 31 października 2005 r. został ministrem spraw zagranicznych. Panuje przekonanie, że zmiana stanowiska miała na celu ograniczenie krytyki polityki zagranicznej Japonii ze strony „prochińskiego” polityka Yōhei’a Kōno, szefa frakcji wewnątrz Partii Liberalno-Demokratycznej (PLD).
Asō był jednym z kandydatów na następcę premiera Koizumiego w 2006 roku. Przegrał jednak wewnątrzpartyjne wybory na rzecz Shinzō Abe. Zarówno Abe, jak i Asō, są zwolennikami konserwatywnej polityki zagranicznej i zajmowali konfrontacyjne stanowiska w stosunku do niektórych krajów Azji Wschodniej, szczególnie Korei Północnej i, w mniejszym stopniu, Chińskiej Republiki Ludowej. Abe był uważany za bardziej „umiarkowanego” polityka w porównaniu z „twardym” Asō i miał nad nim przewagę w sondażach.
W 2007 r. Asō odwiedził Polskę (30–31 maja).
22 września 2008 r. został wybrany przewodniczącym Partii Liberalno-Demokratycznej i dwa dni później zastąpił na stanowisku premiera Yasuo Fukudę.
W wyborach parlamentarnych 30 sierpnia 2009 Partia Liberalno-Demokratyczna poniosła dotkliwą porażkę, zdobywając tylko 119 mandatów w Izbie Reprezentantów i utraciła władzę po kilkudziesięciu latach nieomal samodzielnych rządów. 16 września 2009 nowym premierem Japonii został Yukio Hatoyama z Partii Demokratycznej. Tego samego dnia Tarō Asō zrezygnował z funkcji przewodniczącego PLD.
26 grudnia 2012 r. został powołany na stanowisko wicepremiera oraz ministra finansów w drugim rządzie Shinzō Abe.